# Der Wind und der Löwe
Der Wind und der Löwe ist ein US-amerikanischer Abenteuerfilm, den John Milius im Jahre 1975 inszenierte. Dem Drehbuch liegt eine wahre Begebenheit zugrunde, und zwar der sogenannte Perdicaris-Zwischenfall 1904 (die Entführung von Ion Perdicaris durch Ahmed ben Mohammed el-Raisuli). Im Gegensatz zu den historischen Gegebenheiten wird in dem Film eine Frau entführt. In Deutschland erfuhr der Film seine Kino-Premiere am 9. Januar 1976.

## Handlung
Das Deutsche Reich, Frankreich und das Britische Empire versuchen 1904, Marokko unter ihre Kontrolle zu bringen.
Raisuli ist der Anführer der Rifkabylen, eines Berberstammes, der gegen die korrupte und europafreundliche Politik des Sultan Abd al-Aziz und dessen Onkels, des Pascha von Tanger, ankämpft. Raisuli entführt die Amerikanerin Eden Perdicaris und ihre Kinder William und Jennifer, nachdem er ihren britischen Freund Sir Joshua getötet hat. Raisuli will damit einen internationalen Zwischenfall provozieren, der den Sultan in Bedrängnis bringt.
Der amerikanische Präsident Theodore Roosevelt steht mitten im Wahlkampf für seine Wiederwahl. Er sieht die Entführung als politisches Instrument und als Chance, Amerikas militärische Macht zu zeigen. Sein Außenminister, John Hay, protestiert. Da der amerikanische Konsul in Tanger, Samuel Gummere, bei seinen Verhandlungen nicht weiterkommt, entsendet der Präsident die South Atlantic Squadron der US Navy nach Tanger. Ihr Kommandeur, Admiral Chadwick, soll entweder die Familie Perdicaris befreien oder Druck auf den Sultan ausüben, damit er den Forderungen des Berber-Rebellen nachgibt.
Raisuli hat seine Geiseln in das Rif gebracht. Die Kinder bewundern den Berber, doch Eden empfindet ihn als rüpelhaften Verbrecher. Eden streitet oft mit Raisuli, spielt aber viele Partien Schach mit ihm. Mit Hilfe eines von Raisulis Männern können Eden und ihre Kinder entkommen. Der Mann ist jedoch ein Betrüger und liefert sie an eine Horde Wüstenräuber aus. Raisuli hat jedoch die Spur verfolgt und tötet die Räuber. Er will den Perdicaris nichts antun und bleibt beim Schimpfen. Als Raisuli Eden von seiner Vergangenheit erzählt, verliebt sie sich in ihn. Raisuli war von seinem Bruder, dem Pascha, betrogen und jahrelang in ein Verlies gesperrt worden.
Gummere, Chadwick und Captain Jerome, Chadwicks Truppenkommandeur, sind vom Sultan und seinen politischen Schachzügen angewidert. Sie beschließen eine Militärintervention, um den Sultan zur Verhandlung mit Raisuli zu zwingen. Jerome lässt seine Marinesoldaten durch Tanger marschieren. Zum Ärger der europäischen Vertretungen besiegen sie die Palastwachen des Paschas, nehmen diesen gefangen und zwingen ihn, die Verhandlungen aufzunehmen. Der Pascha sieht sich gezwungen, die Forderungen seines Bruders zu erfüllen. Doch während der Freilassung der Geiseln wird Raisuli von einem deutsch-marokkanischen Trupp unter dem Kommando von Von Roerkel gefangen genommen. Raisulis Freund, der Sherif von Wazan, organisiert einen Berber-Angriff auf die Deutschen, während Eden Jerome überzeugen kann, Raisuli zu retten. In der folgenden Schlacht können die Amerikaner und die Berber die deutsch-marokkanische Allianz besiegen und Raisuli befreien. Eden und ihre Kinder erreichen sicher Tanger, während der Präsident die Nachricht von dem Sieg seiner Truppen erhält.

## Kritiken
„Eine an Illustrierten-Kolportagen erinnernde große romantische Abenteuerstory ohne tiefere menschliche Dimension, immerhin aber in äußerlich faszinierender Inszenierung. Kämpfe und Grausamkeit kommen nur dezent ins Bild. Die militärische Intervention des damaligen US-Präsidenten Theodor Roosevelt wird zu leichten satirischen Seitenhieben im Rahmen einer aufwendigen Film-Operette genutzt.“

„Mit diesem Epos schuf [Regisseur John Milius] jedoch ein fesselndes und unbedenkliches Spektakel.“

## Auszeichnungen
Oscarverleihung 1976
- Nominierung in der Kategorie Beste Filmmusik für Jerry Goldsmith
- Nominierung in der Kategorie Bester Ton für Harry W. Tetrick, Aaron Rochin, William L. McCaughey und Roy Charman

BAFTA Awards 1976
- Nominierung in der Kategorie Beste Filmmusik (Anthony Asquith Award for Film Music) für Jerry Goldsmith

Grammy Award 1976
- Nominierung für Jerry Goldsmith

Writers Guild of America 1976
- Nominierung für den WGA Award für das beste Drama (John Milius)

## Hintergrund
„Mrs. Perdicaris, sie bereiten mir große Schwierigkeiten.“

Das Budget der MGM-Produktion lag bei ca. 4 Millionen US-Dollar. MGM war für den Vertrieb in den USA verantwortlich, den internationalen Vertrieb übernahm Columbia Pictures. Gedreht wurde in Spanien, dabei kamen in den Schlachtszenen nicht nur amerikanische Soldaten, sondern auch spanische als Komparsen zum Einsatz. Diese Szenen wurden vom US Marine Corps als Trainingsfilm benutzt.
Die Dreharbeiten der finalen Schlacht dauerten zwei Wochen, dabei wurde u. a. auch echtes Dynamit benutzt. Die Pferdestunts besorgten vier amerikanische Stuntmen. Der Stunt-Koordinator Terry Leonard, der als Boxsparringspartner des amerikanischen Präsidenten zu sehen ist, unterzeichnete zusammen mit Regisseur John Milius 1990 eine Erklärung für die britische Filmaufsichtsbehörde, dass während der Dreharbeiten kein Tier getötet oder verletzt wurde. Ansonsten hätte man die Pferdestunts herausschneiden müssen, um das Video auf dem britischen Markt veröffentlichen zu dürfen.
In Nebenrollen sind John Milius als einarmiger Militär und Aldo Sambrell als Araber zu sehen. Die Rolle des Sir Joshua Smith übernahm der Kameramann Billy Williams. Der Spezial-Effekt-Designer des Films, Alex Weldon, ist in der Rolle des amerikanischen Kriegsministers Elihu Root zu sehen.
Brian Keith spielte 1997 in dem TV-Film Rough Riders einen weiteren US-Präsidenten: Roosevelts Amtsvorgänger William McKinley. Steve Kanaly ist den deutschen Fernsehzuschauern als Ray Krebbs in der TV-Serie Dallas bekannt.
Die Ausstattung des Filmes lag in der Verantwortung des zweifachen Oscar-Preisträgers Gil Parrondo.